# Triodontella lineolata
Triodontella lineolata är en skalbaggsart som beskrevs av Brancsik 1898. Triodontella lineolata ingår i släktet Triodontella och familjen Melolonthidae. Inga underarter finns listade i Catalogue of Life.